# Гуго I (епископ Вердена)
Гуго I (умер не ранее 925) — епископ Вердена в 923—925 годах.

## Биография
Основным средневековым нарративным источником о Гуго I являются «Анналы» Флодоарда.
Гуго I стал главой Верденской епархии в 923 году, сменив здесь умершего 10 октября Дадона. Его избранию на епископскую кафедру в Вердене содействовал король Западно-Франкского государства Рауль I. По просьбе этого монарха интронизацию Гуго I провёл архиепископ Реймса Сеульф, хотя это было прерогативой митрополита Верденской епархии Руотгера Трирского. Вероятно, возведению Гуго I на кафедру способствовало отсутствие в то время в Вердене графа: предыдущий правитель города, Риквин, 14 или 15 марта того же года был убит братом короля Рауля I, графом Бозоном I.
Сначала бо́льшая часть знати Лотарингии благосклонно отнеслась к Раулю I, надеясь получить от короля самостоятельность в решении местных проблем. Однако так и не получив от монарха удовлетворения своих чаяний, лотарингская аристократия стала переходить в лагерь приверженцев правителя Германии Генриха I Птицелова, возглавлявшийся графом Гизельбертом и архиепископом Трира Руотгером. Уже вскоре между близкими к Раулю I людьми и лотарингцами начались конфликты, переросшие в открытую вражду. Предполагается, что такое отношение в Вердене могло возникнуть и к епископу Гуго I. Вероятно, именно это стало причиной его отсутствия в ранних списках глав Верденской епархии и «Деяниях верденских епископов».
Когда в 925 году Лотарингия окончательно перешла под власть правителя Германии Генриха I Птицелова, возглавляемая Гизельбертом и Ренье II местная знать попросили короля лишить Гуго I сана. Монарх пошёл навстречу ходатайству своих новых подданных, изгнал епископа, а его преемником назначил аббата монастыря Святого Маврикия в Толае Бернойна, уроженца Лотарингии и племянника бывшего верденского епископа Дадона. О дальнейшей судьбе Гуго I достоверных сведений не сохранилось. Предполагается, что он мог умереть вскоре после утраты епископского сана (возможно, уже в 926 году).